# دانشگاه بودایی ماهاماتکوت
دانشگاه بودایی ماهاماتکوت (به لاتین: Mahamakut Buddhist University) یک دانشگاه در تایلند است که در بانکوک واقع شده‌است.